# Loksado (kecamatan)
Loksado (indonez. Kecamatan Loksado) – kecamatan w kabupatenie Hulu Sungai Selatan w prowincji Borneo Południowe w Indonezji.
Kecamatan ten graniczy od północy z kecamatanem Telaga Langsat i kabupatenem Hulu Sungai Tengah, od wschodu z kabupatenem Kotabaru, od południa z kabupatenami Banjar i Tapin, a od zachodu z kecamatanem Padang Batung.
W 2010 roku kecamatan ten zamieszkiwało 8 173 osób, z których 100% stanowiła ludność wiejska. Mężczyzn było 4 163, a kobiet 4 010. 4 444 osoby wyznawały islam, a 889	chrześcijaństwo.
Znajdują się tutaj miejscowości: Halunuk, Haratai, Hulu Banyu, Kamawakan, Lok Lahung, Loksado, Lumpangi, Malinau, Panggungan, Tumingki, Ulang.